# Ceata de Feciori din Lisa
Ceata de Feciori din Lisa (la fel ca și Cetele din satele înconjurătoare) reprezintă o tradiție recunoscută în zona Făgărașului ce este prezentă în majoritatea satelor (vezi de exemplu la Comăna). În jurul acestui obiceiul gravitează viața socială a satului în preajma sărbătorilor de Iarnă.

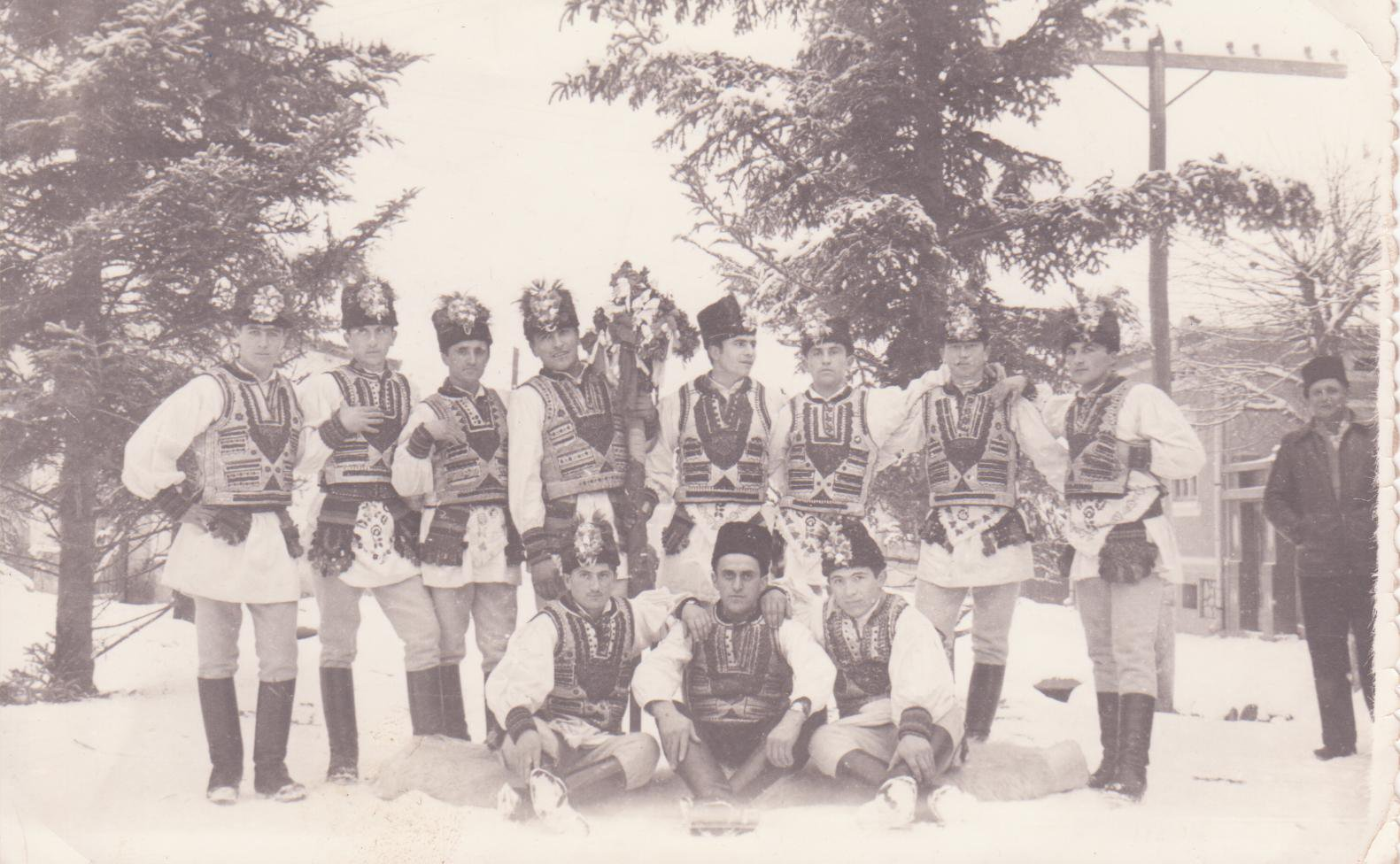
Ceata de Feciori din Comuna Lisa, Făgăraș, anul 1964

Ceata de Feciori se formează în ajunul zilei de Sfântul Nicolae (în seara zilei de 5 decembrie), și durează până în seara zilei de Sfântul Ioan Botezătorul (7 ianuarie). În acest interval, Ceata este responsabilă de organizarea diverselor activități de divertisment pentru tineretul satului, și nu numai: jocurile, balurile, diverse mese festive, etc. Toate aceste activități au reguli bine stabilite și un calendar strict. 

## Formarea Cetei
Ceata de Feciori se formează în ajunul zilei de Sf. Nicolae. Toți feciorii neînsurați din sat se strâng într-o locație de comun acord aleasă și aleg prin vot Vătaful Mare din acel an.

### Alegerea Vătafului Mare
Vătaful Mare, liderul Cetei, este ales prin vot de către feciorii neînsurați din sat. La vot nu pot participa copiii (cei cu vârsta sub 18 ani) și nici cei care sunt căsătoriți. De obicei sunt unul sau mai mulți candidați pentru funcția de Vătaf, iar alegerea reprezintă, pe lângă o mare onoare, și o mare responsabilitate. Votul este secret, fiecare participant cu drept de vot scriind pe un bilet numele celui pe care îl votează. 
Vătaful mic nu este ales, el este propus de către Vătaful Mare. După ce acesta își alege Vătaful Mic, întreabă în mod tradițional: "Cine stă după mine?", cu sensul de "Cine participă la formarea Cetei alături de mine?". Cei care doresc să se alăture Cetei își manifestă această dorință, urmând ca dintre aceștia să fie desemnați cei care îndeplinesc celelalte roluri din Ceată. 
Spre deosebire de alte sate din zona Făgărașului, Ceata de la Lisa este formată doar din feciori - în ceată nu sunt și fete. Acestea participă la diverse evenimente organizate de Ceată ca și invitate ale feciorilor, dar nu au obligațiile și responsabilitățile acestora.

### Roluri și Responsabilități în Ceată
Ceata are o organizare militărească. Există reguli și roluri clare, iar cei care îndeplinesc aceste roluri au responsabilități bine definite pe toată perioada de existență a Cetei.

#### Vătaf Mare
Vătaful mare este de obicei feciorul cel mai matur, cu cea mai multă experiență, și cu cea mai multă responsabilitate. În calitate de lider al Cetei, trebuie să vegheze la respectarea regulilor, trebuie să gospodăreasca banii precum și existența Cetei la Gazdă, și să organizeze și să coordoneze în general orice activitate. 
În Lisa este o cinste deosebită să fii Vătaf Mare, iar feciorii care au avut această funcție se mândresc cu acest lucru ani de zile. De obicei, pentru a ocupa această funcție, feciorul trebuie să mai fi fost în ceată, pentru a avea experiența activităților și organizării acestora. 

#### Vătaf Mic
Vătaful Mic are în general două responsabilități: aceea de secund al Vătafului Mare, și cea de responsabil cu distracția, nu doar pentru membrii Cetei, ci în general pentru tot tineretul din sat. Vătaful Mic este cel care joaca toate fetele în ziua de Ajunul Crăciunului, la colindat. Tot el este cel care "bagă fetele în joc" - în zilele cu joc (horă) Vătaful Mic are drept responsabilitate ca nicio fată prezentă "să nu stea nejucată". Dacă o fată stă pur si simplu pe margine și se uită la cei care dansează, obligația Vătafului Mic este de a o invita la dans, și de a o transfera ulterior, în timpul jocului, unui alt cetaș. Rolul Vătafului Mic este extrem de important, deoarece în  timpul jocului (horă), dacă o fată stă pe margine, lisenii consideră acest lucru ca un afront atât la adresa fetei cât și la adresa părinților acesteia. Motivația este simplă - părinții fetei au contribuit material (bani, carne, pâine) în ziua colindatului la existența Cetei și ca urmare la asigurarea distracției de sărbători -  este firesc așadar ca o de o parte din această distracție să se bucure și familia respectivă, prin intermediul fiicei. 
Tot în sarcina Vătafului Mic cade și organizarea Gătitului Steagului (în ziua de Crăciun), festivitate care de obicei se desfășoară acasă la acesta. 

#### Sameș Mare
Sameșul Mare are rolul de trezorier al Cetei. El păstrează evidența banilor strânși, evidența cheltuielilor, notează suma cu care a contribuit fiecare gazdă și în general este responsabilul cu aspectele financiare ale Cetei. 
Alături de Sameșul Mic, au rolul foarte important de a păzi Gluga atunci când aceasta este "lăsată" în casa vreunei fete în timpul colindatului.

## Colindatul Cetei în Ajunul Crăciunului
Ceata colindă după un set de reguli stricte. Până și ordinea în care sunt colindați oamenii din sat este cunoscută și păstrată de generații, fără să mai vorbim de formația în care feciorii din ceată se deplasează.

### Deplasarea prin sat și ordinea colindatului
În dimineața zilei de Crăciun, aproximativ pe la ora 8, membrii Cetei se întâlnesc la Gazdă, de unde urmează să pornească colinda. Tot la Gazdă vor veni și muzicanții special "tocmiți" pentru perioada dintre Ajunul Crăciunului și ziua de Sf. Ion.
Costumul popular folosit pentru ziua de Ajunul Crăciunului este unul special: feciorii poartă pentru prima dată căciula cu vâstră și bâta de cetaș. Ca și particularitate, Ceata din Lisa colindă îmbrăcată în recăl, un suman de lână negru, lung și foarte călduros. Desigur, cioarecii fac parte din costumul popular, precum și cizmele înalte din piele.  Vătaful mare poartă două banderole tricolore încrucișate peste piept, iar restul cetașilor doar câte una, care coboară de pe umărul stâng pe șoldul drept.
După ce colindă Gazda, feciorii se îndreaptă către casa preotului din sat, pe care îl colindă și de la care primesc binecuvântarea. La casa preotului se cântă întotdeauna Nașterea. De la casa preotului, ceata merge la casa primarului, după care urmează dascălii și notarul comunei. Urmeaza 'rândul satului' - colindatul din casă în casă, în care feciorii iau la rând ulițele satului, mereu în aceeași ordine.
Prin sat, feciorii se deplasează întotdeauna în aceeași formație - doi câte doi, în rând, în ordinea gradelor. În față, vătaful mare și vătaful mic. Urmează sameșul mare și sameșul mic, cârciumarul și bucătarul, după care restul feciorilor. În urma lor merg muzicanții (de obicei un acordeonist și/sau un saxofonist, și un toboșar), după care urmează ajutoarele cetei: părinți sau prieteni ai feciorilor din ceată, care îi ajută pe aceștia să care bucatele ce le sunt puse pe masă ca și compensație pentru colindă.
Colindatul se termină aproape de dimineața zilei de Crăciun, întotdeauna la același gospodar, după care feciorii merg la Gazdă pentru a se pregăti pentru mersul la biserică la slujba de Crăciun.

### Colinda Cetei din Lisa
Ceata din Lisa, spre deosebire de majoritatea cetelor de colindători din zona Făgărașului, cântă pe la casele gospodarilor (gazde, în limbajul vorbit din zonă) o colindă laică, nu una religioasă. În esență, colinda este adresată copiilor gazdelor, tinerilor necăsătoriți din fiecare casă, cărora le dorește împlinirea prin căsătorie. Acolo unde gazdele nu au copii sau nepoți care se pot căsători în viitor, gazda solicită expres Cetei să cânte o altă colindă. De obicei se cântă Trei Păstori sau Nașterea. 
Atunci când intră în casa unei gazde, vătaful mare întreabă: Pe cine colindăm? iar gazda, răspunde, după caz, cu numele fetei sau băiatului ce va fi menționat în cadrul colindei.
Iată versurile colindei:
„Samănă Ana floricele, 
Cunună de vinețele, 
Și le dă cam răricele.

Și le udă a treia zi,
Cunună de vinețele,
A treia zi, dumineca.

Sare Ana-n grădinuță,
Cunună de vinețele,
Rupe flori din toate flori.

Tot mai multe pogorâte,
Cunună de vinețele,
Rupe floarea crinului.

Crinului bujorului,
Cunună de vinețele,
Ca să-și fac-o cununiță

Cununiță, vâstruliță, 
Cunună de vinețele,
Cununa-s-ar cu dânsa!”

### Gluga, sau Lăsatul Glugii
Obiceiul Lăsatului Glugii este specific Cetei din Lisa, negăsindu-și un corespondent clar în satele din jur. Gluga reprezintă în limbajul locului traista în care Vătaful Mare adună banii primiți ca cinste de la Gazde, atunci când Ceata colindă. Vătaful Mare ține în permanență această traistă asupra lui; conținutul Glugii este extrem de important pentru derularea corespunzătoare a obiceiului, pentru că din acești bani Ceata va plăti gazda, muzica, diverse alte cheltuieli (deplasări, fotografii, etc).
Din aceste motive, semnul de prețuire maximă arătat de Vătaf este despărțirea de Glugă, și plasarea simbolică a acesteia în grija altcuiva. În casa alesei lui, fata cu care urmează să se însoare, Vătaful își dă jos Gluga și o atârnă într-un cui anume plasat de către tatăl fetei, consemnând astfel încrederea pe care o are în familia respectivă și în viitoarea soție. Este o mare cinste ca unei fete să îi fie lăsată Gluga, și de aceea de obicei feciorii poposesc mai mult în casa respectivă, mănâncă și închină un pahar înainte de a porni mai departe la drum.
Prin excepție de la regula colindatului, fata căreia i se lasă Gluga nu joacă cu Vătaful Mic, ci cu Vătaful Mare. Dacă mai sunt și alte fete prezente (surori sau prietene) Vătaful Mic sau dacă este cazul și ceilalți cetași le joacă - tradiția spune ca este rușinos pentru Ceată ca o fată să stea nejucată.
În casa fetei respective se adună multă lume, vecini, rude și prietene - de aceea, cât timp Ceata mănâncă, muzicanții cântă melodii de joc, iar pe rând cetașii joacă fetele prezente. În tot acest timp, Sameșii (Sameșul Mare și Sameșul Mic) au ca responsabilitate principală paza Glugii - agățată în cui la intrarea în casă de Vătaful Mare. Deoarece știu că în Glugă se află toată componenta financiară a darului pe care Ceata îl primește de la Gospodari, tinerii din sat care nu sunt în ceată, de obicei frați sau rude cu fata căreia i s-a lăsat Gluga, încearcă în permanență să o fure. Dacă reușesc, Ceata trebuie să negocieze returnarea acesteia, iar "hoții" de ocazie se aleg de obicei cu o recompensă sub formă de bani și vin.
Cum Gluga se lasă doar la aleasa Vătafului Mare, există și o altă formă de prețuire pe care Ceata o arată pentru fete sau familii din sat. Atunci când colindă, dacă gospodarul este om de vază și are fată de măritat, sau dacă fata respectivă "vorbește" cu unul din cetași, Vătaful Mare este cel care joacă, iar Gluga este așezată după gâtul fetei - tot în semn de încredere.

## Ziua de Sf. Vasile și Datul în Strai
De Sf. Vasile ceata iese la joc urmând toate regulile din zilele anterioare. După ce ajunge la căminul cultural, ceata 'pornește' jocul cu o sârbă, urmată de învârtita și hațegana ca și în celelalte zile. Ca sa poată să scoata jocul din sală în curte , unul dintre cetași joacă steagul în mod ostentativ, sunând clopotele si zurgălăii, și provocând astfel pe ceilalți tineri să îl fure. Furatul steagului este singurul motiv pentru care ceata poate scoate jocul din sală, ca urmare în ziua de Sf. Vasile steagul "se dă" în mod intenționat de către ceată celor care vor să îl fure. Odată steagul furat, toată adunarea se deplasează la locul ales pentru datul in strai. Se aduce si se intinde straiul - o cergă foarte groasă de lână, lucrată prin mijloace tradiționale, pe care e cusută o pânză foarte rezistentă, țesută de asemenea ea la război. Părinții cetașilor se înțeleg din timp cu cei care vor ține de strai, aproximativ 25 - 30 de bărbați, (în funcție de mărimea straiului), care, așezați umăr lângă umăr, prind si intind straiul. Folosind acest strai, toti deodata, la comanda unuia singur, aruncă în aer ceata și o serie de bărbați de vază din sat. Primul aruncat in strai este un copil sau un tânăr, 'de proba', pentru a verifica rezistența straiului si sincronizarea aruncătorilor. Urmează un oficial al primăriei - primar și/sau viceprimarul; cineva de-al gazdei; iar apoi cetașii, începând cu vătaful mare. Fiecare cetaș în parte este aruncat în sus până când una din fetele din ceată plătește pentru el și strigă "Îi scos". Dupa cetași se mai pot da în strai și fetele din ceată , care vor și au curaj, apoi muzicanți si copii. La sfârșit se adună straiul și se bea rachiu cald din partea cetașilor și a fetelor ce și-au scos "drăguții" din strai, iar ceata se strânge din nou în fața caminului cultural sau primăriei și danseaza "horița", un dans specific pentru Țara Făgărașului. Jocul se mută înapoi in sala căminului cultural și continuă ca și când nimic nu s-ar fi întâmplat.
Cei "dați în strai" sunt cei mai importanți oameni ai momentului din mica comunitate liseana. Datul în strai este o cinste si o onoare, meritata pentru ca sătenii au avut unde-și petrece sarbatorile, cu joc, voie buna și distracție.